# Coelopisthia caledonica
Coelopisthia caledonica är en stekelart som beskrevs av Askew 1980. Coelopisthia caledonica ingår i släktet Coelopisthia och familjen puppglanssteklar. Arten är reproducerande i Sverige. Inga underarter finns listade i Catalogue of Life.